# 만기요람
《만기요람》(萬機要覽)은 1808년(순조 8년)에 서영보(徐榮輔), 심상규(沈象奎) 등이 왕명을 받아 왕이 나라의 군정(軍政)과 재정(財政)을 파악하도록 만든 책이다. 
《재용편》(財用篇)이 6권 6편 62절목, 《군정편》(軍政篇)이 5권 5편 23절목이다. 필사본으로 전해지다가 조선총독부 중추원에서 1938년에 활자본을 간행하였고 민족문화추진회에서 1971년에 번역본을 냈다. 재용편은 재정, 군정편은 군정에 관한 내용을 매우 자세하게 담고 있다.